# Rothia epiera
Rothia epiera är en fjärilsart som beskrevs av Jordan 1913. Rothia epiera ingår i släktet Rothia och familjen nattflyn. Inga underarter finns listade.